# 張信 (洪武進士)

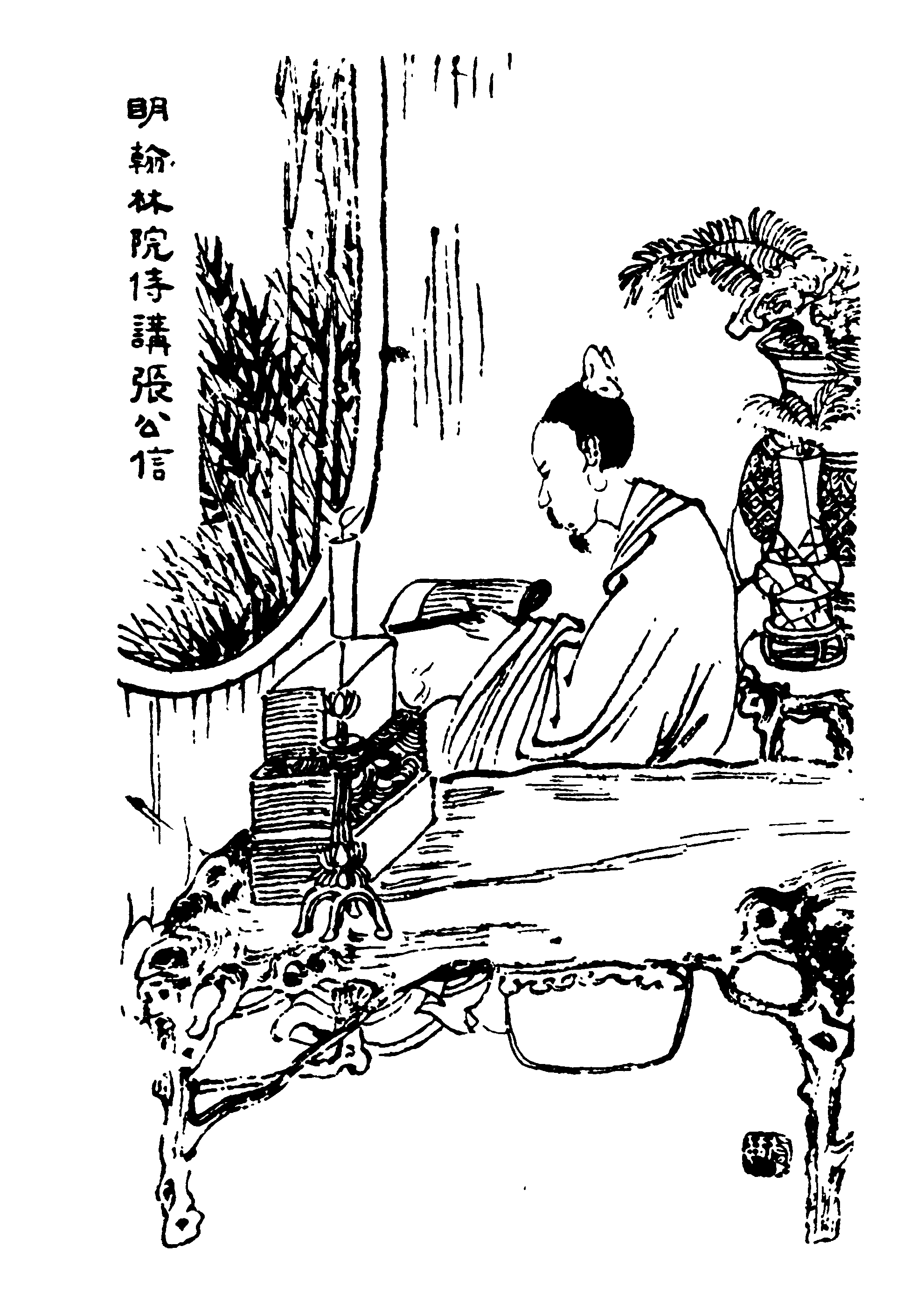
明翰林院侍講張公信（清代畫家虞琴所繪，出自《四明人鑑》）

张信（1373年—1397年），字彦实，号城甫，浙江宁波府定海县（现舟山定海区）人，明朝状元。

## 生平
明太祖洪武二十七年（1394年）中甲戌科进士第一（状元），授翰林院修撰，官至侍读学士。“常直谏朝政得失，上下交赞。”洪武三十年（1397年）会试，刘三吾任主考，所取进士均来自南方各省，引起北方士子不满，太祖命侍读张信、侍讲戴彝、春坊右赞善王俊华、司宪、右司直郎张谦、司经局校书严叔载、正字董贯、韩、安二王府长史黄章、韩府纪善周衡、靖江府纪善萧楫及陈叔恭首甲三人，每人审阅十卷，复审试卷。张信阅卷后，认为三吾所取无私，太祖震怒，以张信等人所撰汉武帝尽杀长安狱囚，暗讽太祖大起胡惟庸案为由，将张信等下刑部大狱拷讯，诸阅卷者并祭酒杨淞皆被判为胡惟庸一党，刘三吾、白信蹈及司宪为蓝玉一党，只戴彝被无罪释放，其余众人皆被处死，刘三吾戍边。四月初二日，前次科举进士被取消，陈及探花刘仕谔被御史弹劾，连坐处死，榜眼尹昌隆幸免。六月初一，太祖以山东韩克忠为状元，另取六十一人为新科进士。

## 延伸閱讀
Module:Wikisource_further_reading第46行Lua错误：attempt to concatenate local 'id' (a nil value)